# Шюц, Йозеф
Йо́зеф Шюц (нем. Josef Schütz; 23 июля 1910, Берринген, Богемия (ныне Пернинк, Чехия) — 17 марта 1989, Берлин) — немецкий коммунист, дипломат. Высокопоставленный сотрудник Немецкой народной полиции и Министерства национальной обороны ГДР.

## Биография
Йозеф Шюц родился в семье чешского коммуниста, по окончании народной и бюргерской городской школы учился на перчаточника. В 1924 году вступил в Коммунистический союз молодёжи Чехословакии. В 1931—1932 годах учился в Международной ленинской школе в Москве. По возвращении вступил в КПЧ. В 1932 году дезертировал из чешской армии, был осуждён и отбывал наказание в Эгере. После освобождения работал в партии, в 1938 году был вновь призван в чешскую армию. Участвовал в движении сопротивления немецкой оккупации Чехии.
В марте 1939 года Шюц эмигрировал в СССР, работал фрезеровщиком на нескольких заводах, в 1943 году учился в спецшколах РККА в Уфе и Москве и готовился к партизанской работе. В 1944 году Шюц принял участие в Словацком национальном восстании и после его подавления служил политкомиссаром в одном из партизанских отрядов.
В 1945—1946 годах Йозеф Шюц некоторое время занимал должности в городском самоуправлении в Абертами и Красна-Липа, затем переехал в Советскую зону оккупации Германии, где вступил в СЕПГ. С ноября 1946 года служил в Немецкой народной полиции, сначала в звании комиссара Народной полиции начальником управления в Мерзебурге, затем в 1947—1949 годах в звании главного инспектора руководил Главным отделом Немецкой пограничной полиции в Германском управлении внутренних дел.
В 1949—1956 годах Шюц руководил консульским отделом дипломатической миссии, позднее посольства ГДР в СССР. В 1956—1959 годах работал на должности начальника отдела международных связей в Министерстве национальной обороны ГДР. В 1959—1960 годах являлся слушателем Военной академии имени Фридриха Энгельса в Дрездене. С 1961 года и до выхода в отставку в 1971 году руководил отделом международных связей в Министерстве национальной обороны. Позднее работал в центральном правлении Комитета антифашистских борцов сопротивления ГДР. 14 июля 1979 года получил звание генерал-майора Национальной народной армии ГДР. Проживал в Карлсхорсте и умер от последствий дорожно-транспортного происшествия. Похоронен в Мемориале социалистов на Центральном кладбище Фридрихсфельде.